# 井田主馬ヶ城
井田主馬ヶ城（いだしゅめがじょう）は、富山県富山市八尾町井田にあった戦国時代の日本の城（山城）。富山市指定史跡。とやま城郭カードNo.23。「とやま文化財百選」の1つにも選ばれている。

## 概要
富山市の八尾市街地の東方、井田川右岸に張り出した標高175メートルの井田前山の山頂に位置する。城の縄張りは南北に細長い稜線上にあり、南北200メートル×東西100メートルを測るが、曲輪などの遺構は自然の痩せ尾根地形をそのまま利用しており、最高所の本曲輪は幅5メートル×長さ15メートル程度の規模である。本曲輪南側の尾根筋などにも曲輪が設けられ、それらから一段下がった周囲には空堀と帯曲輪を展開している。他に土塁等も残る。
城主については、1798年 - 1819年（寛政10年 - 文政2年）編纂の富田景周による地誌『越登賀三州志』に「斎藤主馬」あるいは「主馬判官」、「斎藤左源太」とする伝えが紹介されている。井田主馬ヶ城の北麓には、後に城生城主となる越中・斎藤氏が天文年間（1532年 - 1555年）に居住していた井田館があることから、当城は井田館の詰城と考えられている。
築城・廃城年は共に不明だが『日本城郭大系』は山城としての形態が古いことから戦国時代以前ではないかとし、富山県および富山市の教育委員会は1552年（天文21年）以前に築城され、斎藤信利が佐々成政・神保氏張により城生城を追われる1583年（天正11年）以前に廃城となっていたと考察している。
1970年代から1980年代にかけて、同地に『八尾遊園地』という遊園地が立地していた時期がある。